# Trait drépanocytaire

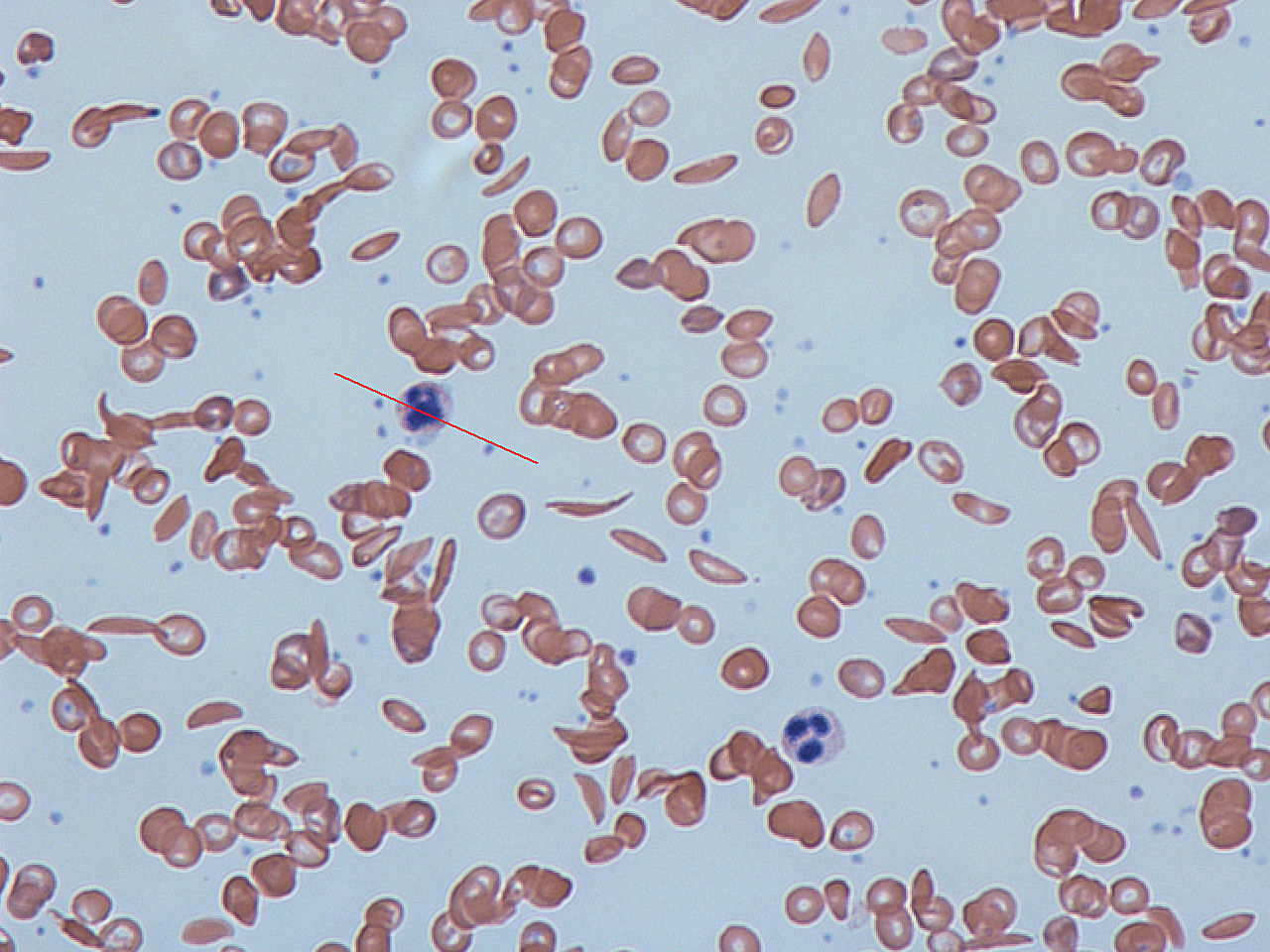
Des globules rouges qui prennent une forme anormale, rigide et en faucille.

Le trait drépanocytaire correspond à la forme hétérozygote de la drépanocytose,. Les porteurs du trait drépanocytaire sont donc capables de synthétiser de l'hémoglobine A (normale) et de l'hémoglobine S. Cette affection est considérée comme asymptomatique et bénigne par le monde médical, et les porteurs du trait drépanocytaire sont souvent également appelés porteurs sains. Des complications semblent pourtant pouvoir survenir dans certaines conditions. Par exemple, une personne porteuse du trait drépanocytaire subira des conséquences plus importantes d'une rhabdomyolyse et sera plus à risque de développer un carcinome médullaire du rein.
À l'inverse, le trait drépanocytaire pourrait, selon les chercheurs Patrick Cooper et Errol Morrison (en), modifier le métabolisme de son porteur, en compensant le relatif manque de dioxygène par de plus nombreuses fibres musculaires rapides. Cette hypothèse reste encore controversée dans le milieu scientifique,.